# Ploutis Servas
Ploutis Servas (Πλουτής Σέρβας) (22. května 1907 – 14. února 2001) byl kyperský politik a novinář. Servas se narodil jako Ploutarhos Loizou Savvidis (Πλούταρχος Λοΐζου Σαββίδης), příjmení na Servas si nechal změnit jako student na střední škole.
Servas se narodil v Limassolu, na Kypru v roce 1907. Vystudoval sociální vědy v Moskvě. Na Kypr se vrátil ve třicátých letech 20. století, přičemž, aby mohl vkročit do země, byl nucen podepsat prohlášení, že nebude působit v politice. Servas se však stal generálním tajemníkem nelegální Komunistické strany Kypru a zakladatelem a prvním generálním tajemníkem strany AKEL (mezi roky 1941 a 1945). Také se stal prvním zvoleným starostou v Limassol (od roku 1943 a 1949). Jako starosta byl členem poradního shromáždění a hájil britský plán vlastní kyperské vlády. Kvůli tomuto názoru byl ve straně izolován a nakonec v roce 1952 vyloučen.
Ačkoli už nebyl aktivním politikem, podporoval volbu Ioannise Clerides ve volbách v roce 1960. Pracoval převážně jako spisovatel a novinář. Napsal knihy: Spain on Fire (1936), The Labour Issue (1936), AKEL and Local Issues (1942), Portraits of Palmer's Era (1946), Corea (1949), Prague Spring (1973), How Did We Manage to Get to Zero; The Cypriot Tragedy (1975), Old and New China (1977), Responsibilities (první díl 1980, druhý díl 1984, třetí díl 1985).
Jeho smrt 14. února 2001 způsobila na Kypru kontroverzní reakce, protože ve své závěti žádal o kremaci. Na Kypru však nejsou žádná krematoria a došlo k vášnivé debatě mezi těmi, kteří podporovali možnost kremace jako alternativy, a těmi (hlavně ortodoxními křesťany), kteří to odmítali.